# Бойкот Израиля странами ЛАГ
Бойкот Израиля странами Лиги арабских государств — это систематическая попытка стран Лиги арабских государств экономически изолировать Израиль, не допустить торговлю между ним и арабскими странами, а также препятствовать торговле неарабских стран с Израилем, подорвать экономическую и военную мощь Израиля. До провозглашения независимости Государства Израиль, бойкот стран ЛАГ фокусировался на ослаблении еврейской промышленности в Палестине и на ограничении еврейской иммиграции в регион.
Официально организованный бойкот ишува (еврейского поселения в Палестине до провозглашения Государства Израиль) был принят ЛАГ в декабре 1945 года и продолжался до основания еврейского государства в 1948 году. Несмотря на то, что бойкот без сомнения нанёс вред Израилю, ему не удалось подорвать экономику страны. Израиль сумел построить одну из сильнейших экономик в регионе, и даже сумел обойти бойкот и торговал с арабскими и мусульманскими странами, используя некоторые контрмеры. Воплощение бойкота варьировалось с течением времени, так старания некоторых государств в этом вопросе ослабели, а другие страны вообще больше не бойкотируют Израиль.
Египет (1979), Палестинская автономия (1993) и Иордания (1994) подписали мирные договоры или соглашения, которые закончили их участие в бойкоте Израиля. Мавритания, которая никогда не призывала к бойкоту, установила дипломатические отношения с Израилем в 1999 году. Алжир, Марокко и Тунис не принуждают к бойкоту. В 1994 году, после подписания Соглашений в Осло, Совет сотрудничества арабских государств Персидского залива (GCC) завершил своё участие в арабском бойкоте Израиля. Этот шаг стал причиной волны инвестиций в Израиль, результатом чего стало установление связей между Израилем и арабскими государствами. В 1996 году Совет сотрудничества арабских государств Персидского залива признал, что полная отмена бойкота — необходимый шаг в развитии мира и экономики региона.
Будучи в своём расцвете, бойкот Израиля странами ЛАГ оказывал умеренно негативное влияние на экономику и развитие еврейского государства, но также он оказывал и значительное негативное влияние на экономическое благосостояние участвующих в бойкоте арабских государств. В результате ухудшился климат для прямых иностранных инвестиций, а также сократился объём торговли. В наши дни бойкот применяется эпизодически и исполняется неопределённо, таким образом не оказывая значительного воздействия на экономику арабских государств или Израиля. Бойкот также негативно повлиял на другие страны — особенно на США во время Арабского нефтяного эмбарго в 1970-е годы.

## История

### Попытки бойкота еврейского бизнеса в Палестине
Бойкот арабами еврейских интересов начался в 1922 году, за 26 лет до провозглашения независимости Израиля. Первоначальный бойкот состоял в нарушении всех договоров с любым бизнесом, которым владели евреи и который вёлся в подмандатной Палестине. Палестинские арабы, «которые нарушали бойкот … были физически атакованы своими братьями, а их товар был повреждён» во время беспорядков палестинских арабов в Иерусалиме в 1929 году. Другой, более жёсткий бойкот, был объявлен еврейскому бизнесу после беспорядков 1929 года, и к этому бойкоту присоединились все арабы в регионе. Арабский исполнительный комитет Сирийско-палестинского конгресса призвал к бойкоту еврейского бизнеса 1933 и в 1934 годах. Арабская федерация рабочих провела бойкот, а также организовала пикетирование против еврейского бизнеса. В 1936 году лидеры палестинских арабов призвали к очередному бойкоту и запугивали тех, кто не бойкотировал евреев, насилием, однако этот бойкот оказался неудачным, так как еврейские юристы, врачи и больницы были слишком сильно интегрированы в палестинскую повседневную жизнь.

### Современный бойкот
С одной стороны, бойкот был объявлен всеми странами ЛАГ. Сегодня большинство арабских стран, за исключением Сирии, больше не делают никаких попыток усилить вторичный или даже третичный бойкот. Сирия, Ливан и Иран (последний не является арабским государством) — единственные страны, которые активно принуждают к бойкоту. Центральный офис бойкота более не функционирует. В то время как подавляющее большинство арабских стран получают прибыли от торговли с Израилем, «бойкот» остался символическим, ограниченным бюрократическими процедурами, как, например, паспортные ограничения.

#### Паспортные ограничения
Некоторые страны отказывают во въезде путешественникам, использующим израильский паспорт или имеющим отметки о въезде в Израиль в своих паспортах. Такими отметками могут быть въездные визы, штамп о въезде или выезде. Это также может быть штампом другой страны, который показывает, что человек въехал в Израиль. Например, если в паспорте любого человека стоит штамп о пересечении границы Египта в пункте Таба, это означает, что человек въехал в Израиль.